# Файнс, Ранульф, 3-й баронет Твислтон-Викем-Файнс
Сэр Ранульф Твислтон-Ви́кем-Файнс, 3-й баронет (/ˈrænʌlf ˈfaɪnz/; англ. Sir Ranulph Twisleton-Wykeham-Fiennes, 3rd Baronet, род. 7 марта 1944, Глазго) — британский путешественник, обладатель ряда рекордов на выносливость, названный в 1984 году Книгой рекордов Гиннесса «величайшим из ныне живущих исследователей в мире».

## Биография
Ранульф Файнс родился через несколько дней после гибели отца в битве под Монте-Кассино. Среди его родственников актёры Рэйф и Джозеф Файнсы. После войны он вместе с матерью уехал в ЮАС, где жил до 12 лет. По возвращении Файнс жил в Уилтшире, окончил Итонский колледж, затем записался в армию.
Военную службу начал в полку Royal Scots Greys, затем был переведён в 21-й полк Особой воздушной службы (SAS), где получил специализацию подрывника. Его службу сопровождали постоянные выходки, после последней он был уволен из спецназа. 20th Century Fox построила уродливую плотину для фильма «Доктор Дулиттл» в туристической деревне Кастл Комби. Школьный товарищ попросил Файнса взорвать плотину, и тот использовал для этого взрывчатку, украденную им на учениях. Заговор раскрыли, и Файнс был оштрафован на 500 фунтов, его также исключили из рядов SAS. Файнс вернулся в свой Шотландский полк, после чего был прикомандирован к султану Омана. Отличился при командовании разведывательным взводом Маскатского полка в подавлении Дофарского восстания, после чего был награждён султаном за храбрость.
В конце 1960-х Файнс уволился из армии и стал путешественником. Участвовал в экспедиции к истокам Белого Нила на судне на воздушной подушке в 1969 году, в следующем году исследовал норвежский ледник Юстедальсбреен. Возможно самой известной экспедицией Файнса является Трансглобальная экспедиция 1979—1982 годов, когда он обошёл Землю по нулевому меридиану и затем по 180-му, побывав сначала на Южном, а затем на Северном полюсах. Вместе с сослуживцами по 21-му полку SAS
Оливером Шепардом и Чарльзом Бёртоном они стали первыми обладателями этого достижения. В 1992 году экспедиция Файнса обнаружила руины затерянного города Ирам в Омане. На следующий год совместно с диетологом Майком Страудом отправился в первый пеший переход через Антарктику, но после трёх месяцев они были вынуждены вызвать спасателей. В 1996 году пытался установить этот рекорд, участвуя в кампании благотворительного Общества против рака молочной железы.
В 2000 году Файнс пытался покорить в одиночном переходе Северный полюс, но потерпел неудачу, когда его сани провалились под лёд. Вытаскивая их, он обморозил верхние фаланги всех пальцев левой руки, которые нужно было ампутировать через несколько месяцев для заживления ран. Не выдержав боли, Файнс отпилил их дома. Осенью 2003 года, всего через 4 месяца после инфаркта и двойной операции по шунтированию сердца, Ранульф участвовал в благотворительном мероприятии «Land Rover 7x7x7 Challenge», пробежав за 7 дней 7 марафонов в семи частях света и континентах.
Несмотря на головокружения, занимается альпинизмом. В 2007 году взошёл на Айгер, собрав 1,5 миллиона фунтов для Фонда Марии Кюри. В мае 2008 года Ранульф пытался стать старейшим британцем, покорившем Эверест, но недалеко от цели был вынужден начать спуск из-за проблем с сердцем и головокружения. Однако через год он добрался до вершины. В настоящее время Файнс участвует в ветеранских марафонских соревнованиях, каждый день бегает 2 часа в Эксмуре.

## Политические взгляды
Файнс политически активен, в 2004 году баллотировался в Европарламент от Сельской партии. Он является членом либертарианской Свободной ассоциации, поддерживает Партию независимости в её евроскептицизме.

## Литературная работа
Файнс написал 19 книг, как документальных на тему путешествий, так и приключенческих романов. Среди первых присутствует биография Роберта Скотта, где он защищал репутацию соотечественника. Самым заметным романом стал «The Feather Men» 1991 года, по которому через 20 лет был снят фильм «Профессионал». Файнс также снимался в передаче «Top Dogs: Adventures in War, Sea and Ice» на BBC.

## Личная жизнь
В феврале 2004 года умерла от рака жена Ранульфа, Джинни, с которой он познакомился ещё в детстве. В 1970 году они поженились, и Джинни поддерживала мужа в его экстремальных начинаниях. За эту поддержку она стала единственной женщиной, получившей Полярную медаль. Сам Ранульф является одним из немногих обладателей не только этой медали, но и планки к ней. Через год после смерти первой жены Файнс женился на Луизе Миллингтон.

## Звания и награды
Почётный доктор Университета Роберта Гордона (2010).

## Труды
- A Talent for Trouble (1970), ISBN 978-0340128459
- Where Soldiers fear to tread (1976), ISBN 978-0340147542
- Hell on Ice (1979), ISBN 978-0340222157
- Discovery Road (1998), TravellersEye Ltd, ISBN 978-0-9530575-3-5, (with T. Garratt and A. Brown)
- Fit for Life (1999), Little, Brown & Co, ISBN 0-316-85263-5
- Moods of Future Joys (2007), Adlibbed Ltd, ISBN 978-1-897312-38-4 (by Alastair Humphreys, foreword by Ranulph Fiennes)
- Extreme Running (2007) Pavilion Books, ISBN 978-1-86205-756-2, (by Dave Horsley and Kym McConnell, foreword by Ranulph Fiennes)
- Mad Dogs and Englishmen: An Expedition Round My Family (2010), Hodder & Stoughton, ISBN 978-0-340-92504-1
- Running Beyond Limits: The Adventures of an Ultra Marathon Runner (2011), Mountain Media, ISBN 978-0-9562957-2-9, (by Andrew Murray, introduction by Ranulph Fiennes)
- Killer Elite (2011), Hodder & Stoughton Ltd, ISBN 978-1-4447-0792-2 (previously published as «The Feather Men»)
- Fear: Our Ultimate Challenge (2016) Hodder & Stoughton ISBN 978-1-473-61798-8